# 紅巨星

紅巨星和太陽的比較

红巨星是巨星的一种，是质量约为0.5至8个太阳质量，恆星的演化的後期阶段。恆星质量不同，寿命不同，可從數億年至百億年不等，而在紅巨星階段僅數百萬年。
质量更大的称为红超巨星，再大的為紅特超巨星。

## 分类特征
在赫羅圖上，紅巨星是巨大的非主序星，光譜屬於K或M型。所以被稱為紅巨星是因為看起來的顏色是紅的，體積又很巨大的原因。鯨魚座的蒭藁增二、金牛座的畢宿五、牧夫座的大角星等都是紅巨星；而天蠍座的心宿二、獵戶座的參宿四、盾牌座的盾牌座UY等则是紅超巨星。
大部分的红巨星，其核心是未核融合的氦，能量由氦核外的氢燃烧包层提供，它们在图上构成了红巨星分支（RGB星）。另外一些，其核心是碳等更重的元素，外部是在燃烧的氦包层和氢包层，它们构成了图上水平的渐近巨星分支（AGB星）。在恒星大气中碳含量比氧含量还高的碳星中，AGB星的光谱类型一般属于C-N到C-R型。

## 演化

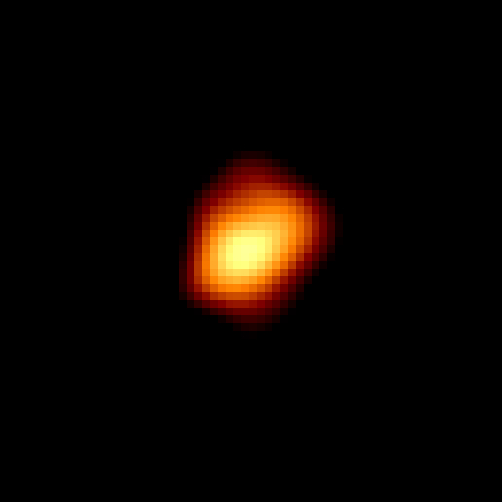
哈勃於1997年拍攝的紅巨星蒭藁增二。

膨脹過程

当恒星发展到核心的氫枯竭，聚变反应强度不足以抵抗引力时，就会引力的驱使下收缩，使得外部的物质挤入空出来的空间，形成氢气层——这些氢仍然可以聚变。这时它可能经历赫氏空隙。
同时，先前聚变产生的氦核被重力加熱，氢气层收縮，氢的聚变加速，產生更多的能量，導致恆星比原來亮1,000～10,000倍，並且使体积膨胀。这时体积膨胀的程度超過發光能力的增加，因此表面的有效溫度下降。表面溫度的下降使得恆星的顏色傾向紅色，因此稱為紅巨星。當恆星的核心持续收缩到足以點燃3氦过程的密度和温度条件，氦融合就会启动。
质量小于2.5倍太阳的恒星的氦核用电子简并压力对抗重力直至成为类似“白矮星”的简并态物质。氦聚变的点燃温度～1亿度，氦聚变的能量堵塞在简并态，触发了热失控的氦闪：大约在1分钟内，氦核的大部分都聚变为碳核（以及后续的氧核），并向外层传输出巨量的能量，导致恒星突然变亮了一会。氦闪后，核心不再产生能量，外层的氫在較淺的位置上以較複雜的方式繼續聚變成氦。恒星核心再次缓慢积聚氦，较长的一段时间后，氦闪又在富含碳核氧核外的氦包层中發生。這時恆星就位于赫羅圖上的漸近巨星分支，每次氦闪后，从一个红巨星分支进入另一个分支。
大于太陽質量2.57倍的恆星的核心更热，在成为白矮星密度的简并态前就点燃了氦聚變，平順與持續地反应。当這類恆星初始的重元素含量较低（“贫金属”星）时，它们將進入水平分支——這些恆星在赫羅圖上的位置是水平的分布。富含金屬的恆星在這個階段則群聚成赫羅圖上的紅群聚。
理論上，恆星光譜從A至K和部分較低質量的B型主序星會演化成為紅巨星。較高質量的B型主序星與O型主序星會演化成為紅超巨星。再高質量的恆星會演化成為藍超巨星、高光度藍變星或沃夫–瑞葉星。

## 不经历红巨星阶段的恒星
红矮星（＜0.5个太阳质量）只有對流層，恒星处于完全对流状态，恒星的元素丰度基本各处相同。由于核心的温度本来就不是很高，而且质量太小，整个恒星无需过于收缩以顶住引力。所以這些恆星既使到了晚期氢丰度不是很高的情况下，也不能通过收缩讓累積在核心的氦达到核聚變的温度，既使用盡了氫也不能成為紅巨星。由于它们的主序星阶段生命远远长于我们宇宙的年龄，这类恒星的演化仅是理论上的，并无观测实例。   
O、B型星（25个太阳质量以上）在主序星阶段位于赫罗图的左上角顶端，是蓝巨星甚至蓝超巨星，一直在赫罗图的最上方水平移动，氦融合开始后可能成为高光度蓝变星或沃尔夫-拉叶星，以Ⅱ型或Ⅰb、Ⅰc型超新星爆發结束其短暂的生命。

## 紅巨星的太陽

比较当前作为主序星的太阳和将来成为红巨星的太阳。

大約在50到75億年後，太陽將成為紅巨星，屆時太陽將變得異常巨大。它的直徑會是現在的256倍，足以吞噬掉目前太陽系裡包括地球以內的內側行星。然而，太陽的引力也會因為質量的減少而減弱，因此火星和所有的外行星都會往外移。在這時候水星和金星都會被太陽吞噬掉。地球的命運不是很清楚。要是沒有潮汐力的話，那地球的軌道就會往外逃約1.5天文單位。但近來研究發現因為地球和太陽有潮汐力，地球還是可能會被太陽的外氣層吞噬掉。可是在此之前，當太陽的氫耗盡時，地球的生物圈將會被破壞，額外增加的太陽能將造成地球海洋的蒸發。過了30億年以後，地球的表面將變得如同金星一般高熱。再過50億年以後，地球的空氣都會向外太空逸散，最後變成焦黑的行星。

## 小說中的紅巨星
- 在超人的漫畫書中，摧毀超人出生地克利普頓星所在的行星系即是繞著紅巨星運行，而故事情節裡則設定超人的力量來源取源於地球所環繞的黃色太陽。